# 胡安·科蒂诺
胡安·加布里埃尔·科蒂诺·费雷尔（西班牙語：Juan Gabriel Cotino Ferrer，1950年1月26日—2020年4月13日），西班牙人民党政治人物，主业会成员。曾任西班牙警察总署署长，巴伦西亚自治区议会议长等职务。

## 生平
1950年生于巴伦西亚省克西里韦利亚。1976年加入民主中間聯盟，1982年解散后并入人民联盟，后改名人民党。1991年至1996年，任巴伦西亚市议会议员。1996年至2002年，任西班牙警察总署署长。2002年至2004年，任巴伦西亚自治区驻西班牙中央政府代表。2004年至2007年，任巴伦西亚自治区政府农业、渔业和食品部长。2007年至2009年，任巴伦西亚自治区第三副主席、社会福祉部长。2009年至2001年，任巴伦西亚自治区第三副主席、环境部长。2011年，任自治区议会议长。2014年卷入腐败案，同年10月辞职。2020年3月22日，2019冠狀病毒检测呈阳性。同年4月13日，因2019冠狀病毒病并发症逝世。